# 老老照顧
老老照顧（老老介護），為日本一個描述社會問題新創詞。
類似詞彙老老照護、老老看護、老老相殘、以老護老。 

## 背景
高齡照顧患者親屬一人長期照顧罹患生理疾病、肢體障礙等高齡患者照顧工作。
照顧高齡患者的高齡照顧患者親屬本身不一定罹患疾病（註1、註2），但隨著年齡增加的過程，高齡照顧患者親屬可能出現肢體活動靈活度改變、記憶與學習能力改變等，造成高齡患者與高齡照顧患者親屬同時都需要外界協助。

## 備註
- 註1：《英文台灣日報》「老老照顧」憾事頻傳？ 美國研究：失智症患者的老年照顧者較易產生憂鬱症狀；朱明珠；2021年1月30日
- 註2：《應用老年學期刊》韓國社區老年人的照顧：當前的正規和非正規照護與預期結果（Caregiving for Community-Dwelling Older Persons in South Korea: Current Formal and Informal Care Use and Expectation） （页面存档备份，存于）；Raman Sran、Lisa Keay、Kristy Coxon、James McAuley、Tom Whyte、Julie Brown；2020年8月29日

## 關聯條目
- 長期照護
- 未成年照顧者
- 多重照顧
- 照顧殺人
- 照顧者負擔
- 照顧者壓力
- 8050問題